# Anzoátegui
Anzoátegui (hiszp. Estado Anzoátegui) – jest jednym z 23 stanów Wenezueli. Leży w północno-wschodniej części kraju. Stolicą  Anzoátegui jest miasto Barcelona.

## Historia
Nazwa stanu została mu nadana na cześć bohatera walk o niepodległość Wenezueli, José Antonio Anzoátegui (1789–1819).
Miasto Barcelona, będące obecnie stolicą stanu, zostało założone w 1677 roku. Niegdyś Anzoátegui było częścią Prowincji Cumaná. Oddzieliło się od niej w 1810 roku. Jednakże dopiero w roku 1909 uzyskało status stanu, który zachowuje do dziś.

## Geografia
Anzoátegui jest położone w północno-wschodniej części Wenezueli i graniczy ze stanami Monagas i Sucre od wschodu, Bolívar od południa, Guárico od zachodu, a północną granicę stanowi Morze Karaibskie.
Znajduje się tu część Parku Narodowego Mochima.

## Ludność
Stan Anzoátegui według szacunków z 2011 roku liczy 1 469 747 mieszkańców. Dla porównania, w roku 1970 stan liczył 485,8 tys. mieszkańców.

## Gospodarka
Gospodarka stanu Anzoátegui jest oparta głównie na dominującej w całej wenezuelskiej gospodarce gałęzi naftowej; wydobywa się również gaz ziemny (stan na lata 70. XX w.). Stan jest siedzibą  "Complejo Petroquímico de Jose", jednej z największych firm petrochemicznych w Ameryce Południowej. Występuje hodowla bydła, uprawia się kukurydzę, bawełnę, kakaowiec i trzcinę cukrową.

## Gminy i ich siedziby
- Anaco (Anaco)
- Aragua (Aragua de Barcelona)
- Diego Bautista Urbaneja (Lechería)
- Fernando de Peñalver (Píritu)
- Francisco de Carmen Carvajal (Valle de Guanape)
- Francisco de Miranda (Pariaguán)
- Guanta (Guanta)
- Independencia (Soledad)
- José Gregorio Monagas (Mapire)
- Juan Antonio Sotillo (Puerto la Cruz)
- Juan Manuel Cajigal (Onoto)
- Libertad (San Mateo)
- Manuel Ezequiel Bruzual (Clarines)
- Pedro María Freites (Cantaura)
- Píritu (Píritu)
- San José de Guanipa (San José de Guanipa / El Tigrito)
- San Juan de Capistrano (Boca de Uchire)
- Santa Ana (Santa Ana)
- Simón Bolívar (Barcelona)
- Simón Rodríguez (El Tigre)
- Sir Artur McGregor (El Chaparro)